# O Vánocích už nechci slyšet ani slovo
O Vánocích už nechci slyšet ani slovo je český televizní film z roku 1981 režírovaný Pavlem Hášou. Na pozadí předvánočního a vánočního času vypráví příběh o náhodném setkání po letech s první láskou.

## Děj
Karel, který se zajímá o Olinu, se přestěhoval do garsonky na sídlišti a zjistí, že ve stejném paneláku bydlí i jeho dávná láska Evička. Saša se snaží brát Karla na mejdany, kde se seznámí s dvěma cizinkami. Pozvou je k Sašovi do bytu, ale Karla to pořád táhne za Evičkou, tak se vymluví, že musí dojít pro magneťák. S ním ovšem jde za Evičkou, která ho ale k ní domu pustit nechce. Druhý den v práci se Olina Karla ptá, kde včera byl, a Karel jí odpoví, že na domovní schůzi. Olina ale ví, že schůze nebyla, tak se Karel přizná, že byl se Sašou. Olina pozve Karla na Vánoce k nim domů a Karel Olině slíbí, že jí požádá o ruku. Když jde Karel domů, před panelákem potká Eviččinu dceru jezdící na kole. Ptá se jí, jestli přijede tatínek, a ona mu odpoví, že ještě ne, ale že to kolo má od něho. Pak přijde Evička a říká Karlovi, že se nemá starat o věci, do kterých mu nic není.
V bytě Karel věší lustr, ale ten mu spadne na zem. Za Karlem přijde jeho syn Míťa a poprosí Karla o peníze na záclony pro matku k Vánocům. Také poprosí Karla, aby zašel do školy vyřešit Míťovy neomluvené hodiny. Když Míťa odejde, přijde Evička a svěří se Karlovi, že je rozvedená a že její bývalý manžel žije na Moravě a že její dcera má dvě nevlastní sestry. Karel vezme Evičku ven, a když se procházejí, potkají svého bývalého spolužáka Ježka s manželkou. Večer stráví Karel a Evička s nimi. Evička ale pak musí domů, kde zjistí, že její matka vyzvedla její dceru ze školky. Karel přitom zjistí, že byli společně se Sašou zvoleni domovními důvěrníky. Karel u digestoře poslouchá rozhovor Evičky s matkou, která jí vyčítá to, že Karel tehdy utekl, když je jejich otec přistihl spolu u Evičky doma.
Na Štědrý den je Karel u Oliny doma a její otec mu nabízí, že by mohl hrát na flétnu. Karel chce požádat o ruku Oliny, ale nakonec si to rozmyslí. Když Karel odejde, Olina se rozpláče. Karel se vrátí domů, navštíví ho Saša s cizinkami, ale Karel je po chvíli vyhodí. Pak za Karlem přijde Míťa s vánočním stromkem a záclonami. Společně pověsí záclony a ozdobí stromek. Míťa se Karlovi přizná, že se chce ženit, ale že nemusí. Karel z toho není nadšený, ale vypráví Míťovi o svojí chybě s Evičkou a byl by nerad, kdyby stejnou chybu udělal i Míťa. Karel se Míťovi svěří, že má Evičku rád. Přes digestoř to slyší Evička. Karel s Míťou se ze srandy poperou a stromek se zapálenými svíčkami shodí na nově pověšené záclony. Míťa se snaží stromek postavit a Karel jde otevřít, protože někdo zvoní. Za dveřmi stojí uplakaná Evička. Míťa na Karla volá, že hoří záclony, zatímco Karel s Evičkou se líbají.

## Obsazení
| Petr Kostka               | Karel Horák                            |
| Miroslava Špánková-Hozová | Evička                                 |
| Daniela Kolářová          | Olina, Karlova známost                 |
| Václav Postránecký        | Saša, Karlův kamarád                   |
| Vladimír Dlouhý           | Míťa, Karlův syn                       |
| Jiří Zahajský             | Jiří Ježek                             |
| Jaroslava Tvrzníková      | Štěpa Ježková, Jiřího žena             |
| Jarmila Krulišová         | Eviččina matka                         |
| Libuše Švormová           | Zdena, Karlova bývalá žena, matka Míťi |
| Svatopluk Beneš           | Olinin otec                            |
| Jarmila Smejkalová        | Olinina matka                          |
| Cvetana Igova             | Ilonka, Evina dcera                    |

Dále hrají: Jan Přeučil (barman), Ladislav Šimek (soused), Stella Zázvorková (sousedka), Ladislav Navrátil (soused), Adolf Filip (Řehák), Jitka Suchanová

## Tvůrci a štáb
- Režie: Pavel Háša
- Scénář: Rudolf Ráž, Eduard Verner
- Dramaturg: Ondřej Vogeltanz
- Hlavní kameraman: Eduard Landisch
- Vedoucí výrobního štábu: Olga Pelíšková
- Hudba: Štěpán Koníček
- Výtvarnice kostýmů: Lída Novotná
- Výtvarník scény: Milan Starý
- Zvuk: Svatava Hrubcová
- Střih: Jiří Šebelka
- Dále spolupracovali: Kateřina Housková a Milada Lachoutová (asistentky režie), Miloš Horák, Jan Novák a Vladimír Řezníček (kameramani), Josef Adamička a Lída Krajbichová (maskéři)

## Produkční a technické údaje
- Premiéra: 8. prosinec 1982, II. program Československé televize (od 20:00)
- Výroba: Československá televize Praha, Hlavní redakce dramatického vysílání
- Copyright: 1981
- Barva: barevný
- Jazyk: čeština
- Zvuk: mono
- Délka: cca 73 minut
- Formát obrazu: 4:3